# Station Walsrode
Station Walsrode (Bahnhof Walsrode) is een spoorwegstation in de Duitse plaats Walsrode in de deelstaat Nedersaksen. Vroeger was het station een regionaal knooppunt van de spoorlijnen Walsrode - Buchholz, Hannover - Bremervörde en Verden - Walsrode. Tegenwoordig wordt het traject Buchholz - Walsrode - Hannover, onder de naam Heidebahn, nog regelmatig gebruikt. Van de lijn Hannover - Bremervörde wordt vanaf Walsrode richting het noorden alleen het deel tot Bomlitz gebruikt door goederentreinen. Tussen Bomlitz en Rotenburg is de spoorlijn opgebroken.
De spoorlijn naar Verden is tussen Walsrode en Hollige in gebruik als museumlijn. Na Hollige is de spoorlijn opgebroken tot Stemmen.
De stationsnaam heeft de toevoeging "Die Hermann-Löns-Stadt", welke verwijst naar de Heidedichter Hermann Löns die hier begin twintigste eeuw heeft gewoond. 

## Indeling
Het station had drie perronsporen aan twee perrons. Spoor 1 was een zijperron die niet meer gebruikt wordt, alleen het eilandperron met de sporen 2 en 3 zijn nog in gebruik. Dit eilandperron is te bereiken langs een beveiligd overpad, vanaf het voormalige spoor 1. Naast dit perron staat het stationsgebouw van Walsrode. Dit gebouw heeft een overkapping over het voormalige perron van spoor 1, daarnaast is er op het eilandperron ook een abri ter beschutting. In het stationsgebouw is een restaurant en een kiosk gevestigd. Aan de voorzijde van het station, ten zuiden van het stationsgebouw, is er een fietsenstalling, busstation en een taxistandplaats. Ten noorden van het gebouw is er een parkeerterrein. Naast de twee perronsporen zijn er nog twee opstelsporen voor de goederentreinen naar Bomlitz. Aan de noordzijde van het station, ter hoogte van de overweg in de straat Am Hellteich, staat het seinhuis van het station. 

## Verbindingen
Het station wordt bediend door treinen van erixx. De volgende treinserie doet het station Walsrode aan:
| Serie | Treinsoort           | Route                                                         | Bijzonderheden |
| ----- | -------------------- | ------------------------------------------------------------- | -------------- |
| RB 38 | Regionalbahn (Erixx) | Buchholz (Nordheide) – Soltau (Han) – Walsrode – Hannover Hbf |                |